# Ilona Slupianek
Ilona Slupianek, (geboren als Schoknecht, getrouwd met Briesenick, later - 2008 - met Longo, Demmin, 24 september 1956) is een Duitse voormalige atlete, die gespecialiseerd was in het kogelstoten. Ze kwam uit voor de DDR en behoorde eind jaren zeventig, begin jaren tachtig tot de wereldtop. Ze werd olympisch kampioene, viermaal Europees kampioene (tweemaal outdoor en tweemaal indoor), meervoudig Oost-Duits kampioene en verbeterde in haar sportcarrière tweemaal het wereldrecord. Ze werd bij de Europacup finale in 1977 gediskwalificeerd wegens doping, waar ze domineerde met een superieure 21,20 m.

## Biografie

### Jeugd
Haar eerste succes boekte Slupianek in 1973 op het EK voor junioren in Duisburg. Ze won een gouden medaille bij het kogelstoten door haar concurrentes met 17,05 te verslaan. Bij het discuswerpen was haar beste poging van 52,92 voldoende voor een zilveren medaille. Het goud werd hierbij gewonnen door haar landgenote Evelin Schlaak, die ruim zeven meter verder wierp.

### Eerste successen
Bij de senioren won ze haar eerste grote internationale toernooi in 1978. Dat jaar werd ze Europees kampioene kogelstoten in Praag. Met een stoot van 21,59 versloeg ze de Tsjechische Helena Fibingerová (zilver; 20,86) en haar landgenote Margitta Droese (brons; 20,58). Vier jaar later was ze opnieuw Helena Fibingerová de baas met 21,59 om 20,94.
In 1976 maakte Ilona Slupianek haar olympische debuut op de Olympische Spelen van Montreal. Hierbij kwalificeerde ze zich gelijk voor de finale, waarin ze met 20,54 vijfde werd.

### Schorsing
Een jaar later won Slupianek aanvankelijk het kogelstoten tijdens de Europacup finale, maar nadat ze was betrapt op dopinggebruik, werd ze gediskwalificeerd en geschorst. Het was de eerste dopingzaak die binnen de sportgelederen van de DDR aan het licht kwam. In 1978, een jaar en zestien dagen later, vierde zij haar rentree met een overwinning bij het kogelstoten tijdens de Europese kampioenschappen in Praag.

### Olympisch goud
Op 10 mei 1980 verbeterde Slupianek in Potsdam voor de eerste maal het wereldrecord. Hiermee was ze de grote favoriete op de Olympische Spelen van Moskou. Deze rol maakte ze waar door het goud te veroveren. Met 22,41 versloeg ze met bijna een meter de Russische Svetlana Krachevskaya (zilver; 21,42) en haar landgenote Margitta Pufe (brons; 21,20).
Wegens de olympische boycot kon ze haar titel op de Spelen van Los Angeles niet verdedigen. Op de wereldkampioenschappen atletiek 1983 in Helsinki werd ze derde achter de Tsjechische Helena Fibingerová en haar landgenote Helma Knorscheidt.

### Comeback
Ilona Slupianek trouwde met Europees kampioen kogelstoten Hartmut Briesenick en werd moeder van een dochter. In 1988 probeerde ze een comeback te maken, maar slaagde er niet in zich te kwalificeren voor de Olympische Spelen van Seoel.

### Bedrog
Na de val van de Berlijnse Muur, toen dopingonderzoekster Brigitte Berendonk en Prof. Werner Franke de dopingpraktijken van vele bekende DDR-sporters aan de oppervlakte brachten, werd bekend dat Ilona Slupianek van 1981 tot 1984 hoge doseringen Oral-Turinabol gebruikt had. In interviews gaf ze toe: "Natuurlijk heb ik doping gebruikt... In de topsport zal er altijd sprake zijn van bedrog."
Slupianek was aangesloten bij atletiekvereniging SC Dynamo Berlin en werd getraind door Willi Kühl. Van 1976 tot 1986 had ze zitting in de Volkskammer namens de Freie Deutsche Jugend.

## Titels
- Olympisch kampioene kogelstoten - 1980
- Europees kampioene kogelstoten - 1978, 1982
- Europees indoorkampioene kogelstoten - 1979, 1981
- Oost-Duits kampioene kogelstoten - 1977, 1979, 1980, 1981, 1982, 1983, 1984
- Oost-Duits indoorkampioene kogelstoten - 1977, 1979, 1980, 1981

## Wereldrecords
| Afstand | Datum       | Plaats  |
| ------- | ----------- | ------- |
| 22,45 m | 10 mei 1980 | Potsdam |
| 22,36 m | 2 mei 1980  | Celje   |

## Persoonlijke records
| Onderdeel             | Prestatie       | Datum           | Plaats  |
| --------------------- | --------------- | --------------- | ------- |
| kogelstoten (outdoor) | 22,45 m (ex-WR) | 11 mei 1980     | Potsdam |
| kogelstoten (indoor)  | 21,59 m         | 24 januari 1979 | Berlijn |

## Palmares

### kogelstoten
- 1973:  EJK - 17,05 m
- 1976:  EK indoor - 19,36 m
- 1976: 5e OS - 20,54 m
- 1977:  EK indoor - 21,12 m
- 1977:  Wereldbeker - 20,93 m
- 1978:  EK - 21,41 m
- 1979:  EK indoor - 21,01 m
- 1979:  Europacup - 20,93 m
- 1979:  Wereldbeker - 20,98 m
- 1979:  Universiade - 20,48 m
- 1980:  OS - 22,41 m
- 1981:  EK indoor - 20,77 m
- 1981:  Europacup - 21,12 m
- 1981:  Wereldbeker - 20,60 m
- 1982:  EK - 21,59 m
- 1983:  WK - 20,56 m
- 1987:  WK indoor - 20,28 m

### discuswerpen
- 1973:  EJK - 52,92 m

1948: Micheline Ostermeyer ·
1952: Galina Zybina ·
1956: Tamara Tysjkevitsj ·
1960: Tamara Press ·
1964: Tamara Press ·
1968: Margitta Gummel ·
1972: Nadezjda Tsjizjova ·
1976: Ivanka Hristova ·
1980: Ilona Slupianek ·
1984: Claudia Losch ·
1988: Natalja Lisovskaja ·
1992: Svetlana Kriveljova ·
1996: Astrid Kumbernuss ·
2000: Janina Koroltsjik ·
2004: Yumileidi Cumbá ·
2008: Valerie Vili ·
2012: Valerie Adams ·
2016: Michelle Carter ·
2020: Gong Lijiao ·
2024: Yemisi Ogunleye